# Haus auf der Alb

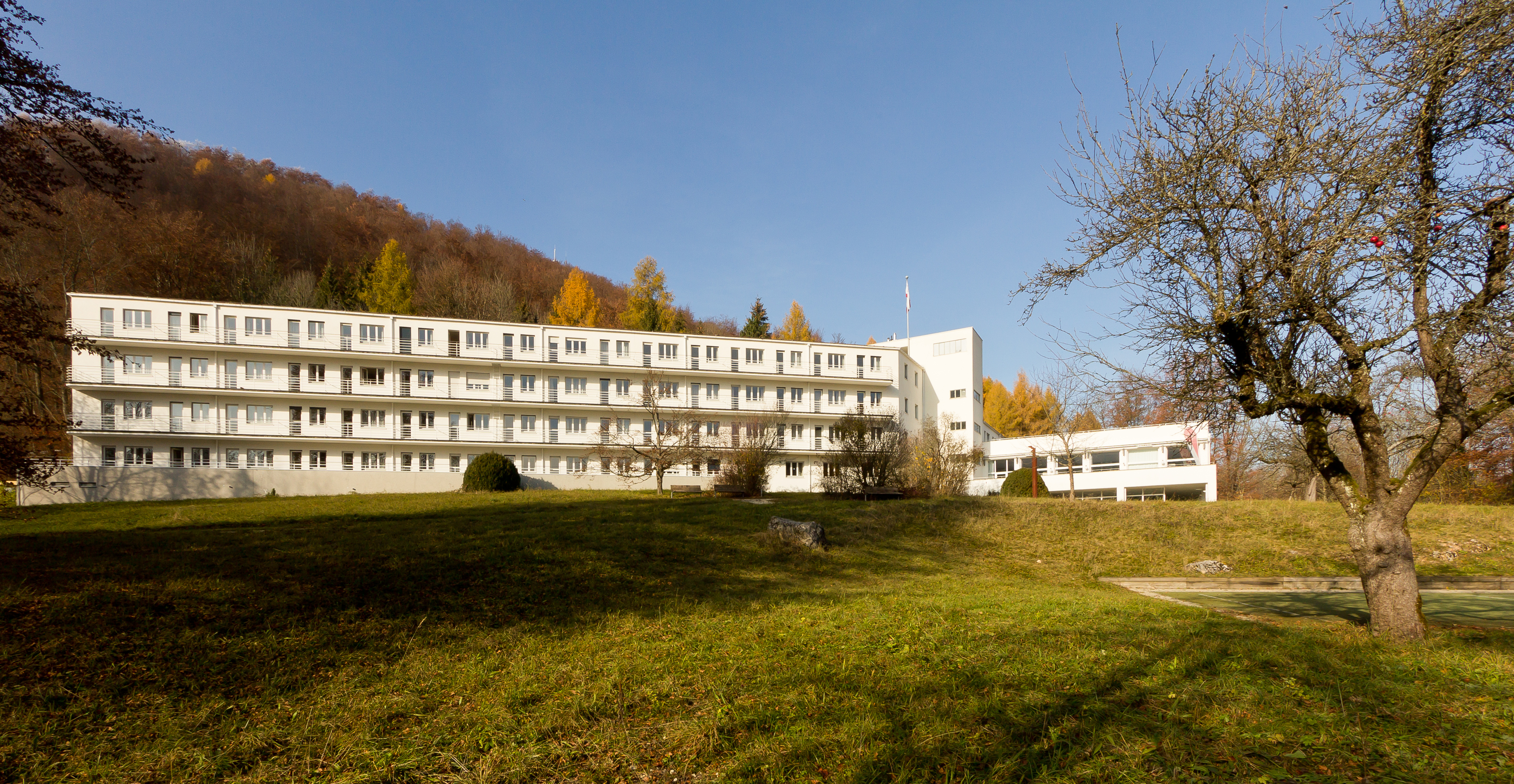
Das Haus auf der Alb, Ansicht von der Rückseite

Das Haus auf der Alb in Bad Urach am nördlichen Rand der Schwäbischen Alb wurde 1929/30 als Kaufmannserholungsheim im Stil der klassischen Moderne errichtet. Es steht nach wechselhafter Nutzungsgeschichte seit 1983 unter Denkmalschutz und wird seit 1992 als Tagungsstätte der Landeszentrale für politische Bildung Baden-Württemberg genutzt.

## Geschichte
1911 hatte der Stadtrat von Bad Urach beschlossen, der Deutschen Gesellschaft für Kaufmanns-Erholungsheime (DGK) unentgeltlich einen Bauplatz für den Bau eines Kaufmannserholungsheims in schöner Lage zur Verfügung zu stellen. Die Stadt erhoffte sich dadurch eine Steigerung des Fremdenverkehrs. 1916 entschied sich die Gesellschaft dann tatsächlich für den Standort in Bad Urach. Den ersten Architekturwettbewerb für das Haus hatte 1916 Martin Elsaesser gewonnen. Die Grundsteinlegung des Hauses am Uracher Albtrauf erfolgte 1916 im Beisein des württembergischen Königs Wilhelm II. und seiner Ehefrau Königin Charlotte. Das Haus sollte anlässlich der fünfundzwanzigjährigen Regentschaft den Namen Wilhelm-Charlotte-Heim tragen. Doch der Erste Weltkrieg und die Inflation verhinderten letztlich die Realisierung der ersten Pläne und die Gesellschaft pachtete das Uracher Hotel Post als Behelfsquartier.
Erst im August 1929 konnte nach neuen Plänen des Architekten Adolf Gustav Schneck mit dem Bau begonnen werden. Diesmal hatte Martin Elsaesser zusammen mit Peter Bruckmann vom Deutschen Werkbund, der Stuttgarter Architekt Paul Bonatz, Georg Goldstein, Robert Bosch und Eduard Breuninger in der Jury gesessen. Bereits im Juli 1930 wurde das Haus auf der Alb als Kaufmannserholungsheim eröffnet. Die Festrede hielt der württembergische Staatspräsident Eugen Bolz, der das Haus als ein „Sinnbild des Friedens“ bezeichnete.
Bauherr und Betreiber des Hauses war die Deutsche Gesellschaft für Kaufmannserholungsheime (DGK) mit Sitz in Wiesbaden. Die DGK war 1910 von Joseph Baum gegründet worden, um kaufmännischen Angestellten und finanzschwachen Selbständigen für wenig Geld einen Jahresurlaub zu ermöglichen. Geschäftsführer und Direktor der Gesellschaft war seit 1912 der promovierte Volkswirt aus Breslau Georg Goldstein. Die Gesellschaft betrieb das Haus aber nur drei Jahre lang als Ferienheim für Handel und Industrie.

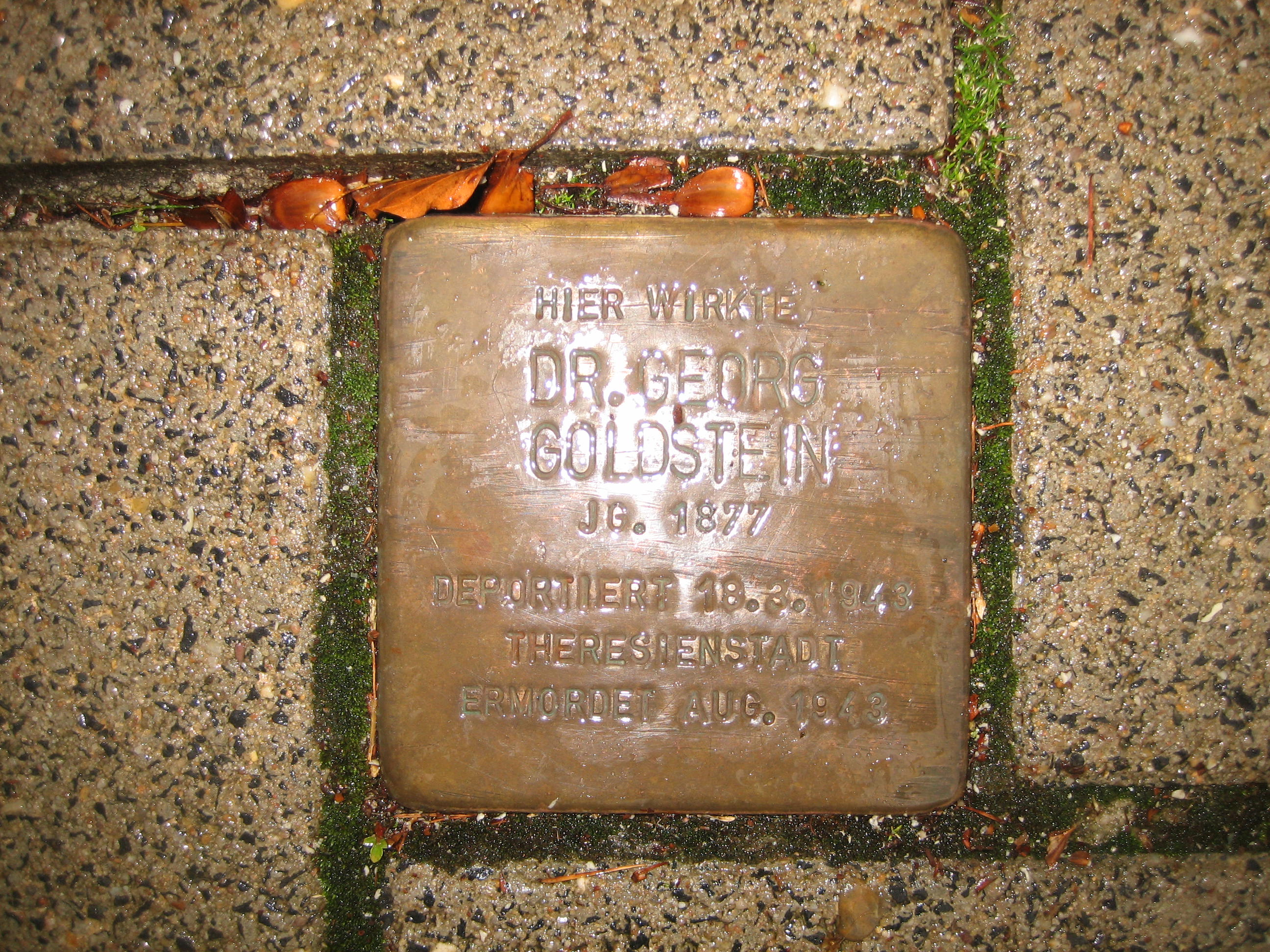
Stolperstein für Georg Goldstein (2016)

Gleich nach der nationalsozialistischen Machtübernahme 1933 wurde die Gesellschaft für Kaufmannserholungsheime gleichgeschaltet und in die Deutsche Arbeitsfront integriert. Das Haus auf der Alb wurde zwar kein „Kraft-durch-Freude-Heim“ und konnte von der DGK weiter selbstständig belegt werden, aber der Vorstand der Gesellschaft wurde „gesäubert“:  Der jüdische Direktor Georg Goldstein wurde entlassen, 1942 in ein Judenhaus in Frankfurt eingewiesen, 1943 zusammen mit seiner Frau nach Theresienstadt deportiert und anschließend in Auschwitz ermordet. An ihn erinnert ein Stolperstein vor dem Haus auf der Alb.
Der Uracher Fremdenverkehr erlebte mit dem KdF-Heim einen deutlichen Aufschwung. Die Zahl der jährlichen Übernachtungen stieg auf 60.000.
Von 1939 bis 1945 war das Haus Reservelazarett, zwischen 1945 und 1950 zuerst kurze Zeit unter französischer Besatzung Ferienkolonie für Kinder aus Frankreich, anschließend Versorgungskrankenhaus für Gesichts- und Kieferverletzte.
Schon seit 1930 gab es vor dem Gebäude ein Schwimmbecken. Nachdem bei einem Luftangriff 1945 das städtische Freibad zerstört worden war, war dieses Bassin bis 1952 das einzige nutzbare Schwimmbad von Bad Urach.
Nach einer Sanierung wurde das Haus zu Beginn der 1950er Jahre wieder als Erholungsheim der DGK genutzt. Aber der spartanische Standard des Hauses und veränderte Urlaubswünsche der Bevölkerung zogen immer weniger Feriengäste an. Als die DGK auf Grund finanzieller Schwierigkeiten 1974 den Betrieb einstellte, wurde das Gebäude verpachtet. Der erste Pächter war die Landesversicherungsanstalt, die das Objekt für Vorbeugungs- und Genesungskuren nutzen wollte, was aufgrund der schlechten konjunkturellen Lage scheiterte. Mit einer Belegung von einem Drittel der zur Verfügung stehenden Betten, war kein wirtschaftlicher Betrieb möglich, weshalb die Landesversicherungsanstalt das Gebäude 1976 wieder abstieß. Ein Jahr später, im Sommer 1977 zog die Internationale Meditationsgesellschaft ein und gründete dort die TM-Akademie Haus auf der Alb. Während der Zeit der Meditationsgesellschaft kommt es zu weiteren Nutzungen, wie zum Beispiel als Hotel, welches 1985 geschlossen wurde. Schlussendlich vollständig verlassen hat die Meditationsgesellschaft 1988 das Haus.
Schon im Jahr 1983 drohte der Abriss des inzwischen verwahrlosten Hauses, der jedoch durch die Denkmalschutzbehörde verhindert wurde. Es wurde als „Kulturdenkmal von besonderer Bedeutung“ in das Denkmalbuch eingetragen. Ende 1985 kaufte das Land Baden-Württemberg das Haus auf der Alb und investierte knapp 20 Mio. Mark in seine Modernisierung und in den Umbau zum Tagungszentrum der Landeszentrale für politische Bildung Baden-Württemberg. Der Architekt für diesen Umbau war Hellmut Kuby aus Nürtingen. Im Jahr 1990 wurde das Schwimmbecken aufgeschüttet. Es konnte für das Bildungshaus nicht mehr wirtschaftlich betrieben werden. Am 6. Februar 1992 wurde das Haus vom damaligen Ministerpräsidenten Erwin Teufel eingeweiht und der Landeszentrale zur Nutzung übergeben. Der Umbau des Hauses wurde mit der Auszeichnung für beispielhaftes Bauen vom Bund Deutscher Architekten (BDA) prämiert.

## Architektur

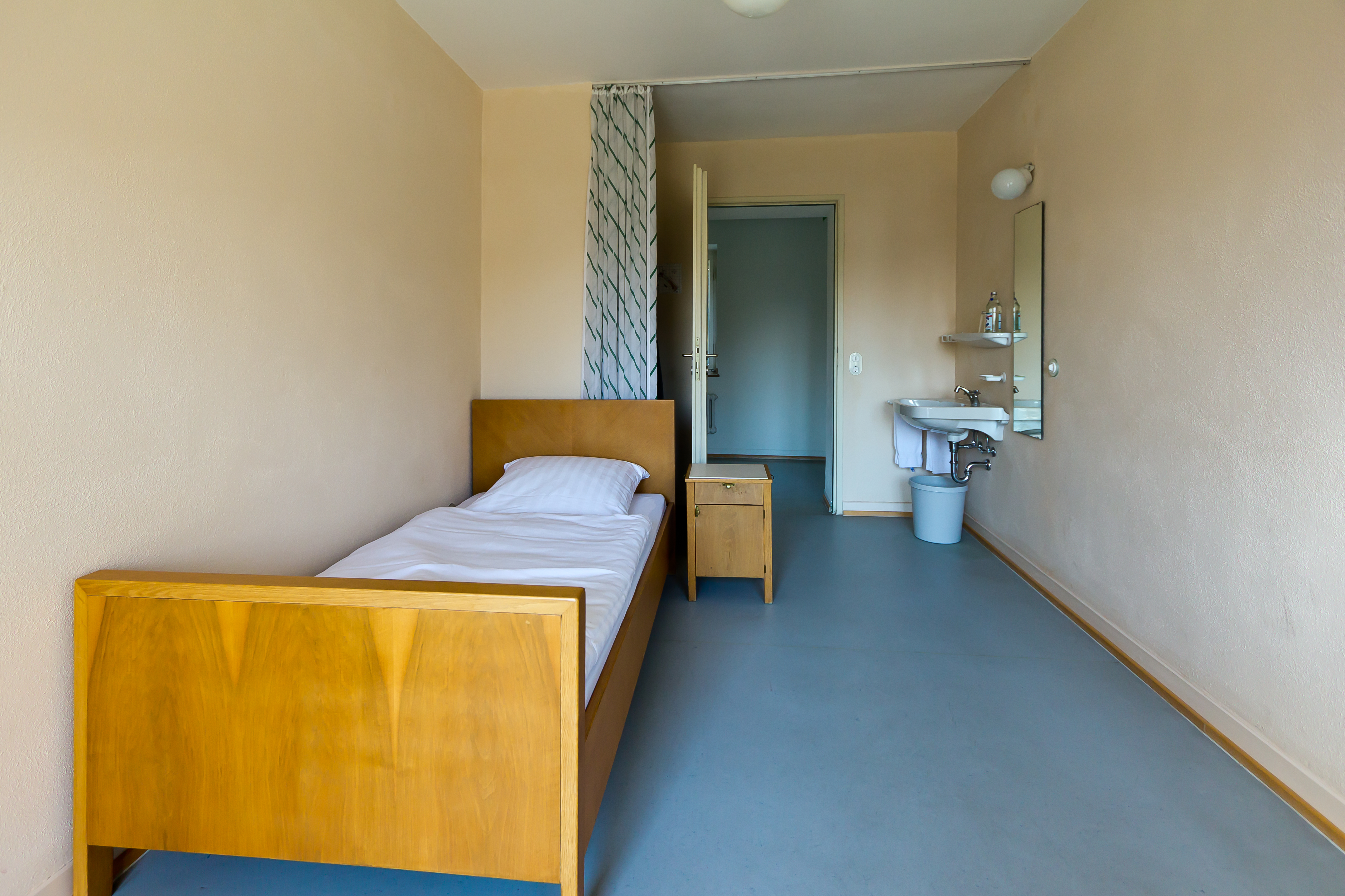
Originalzimmereinrichtung

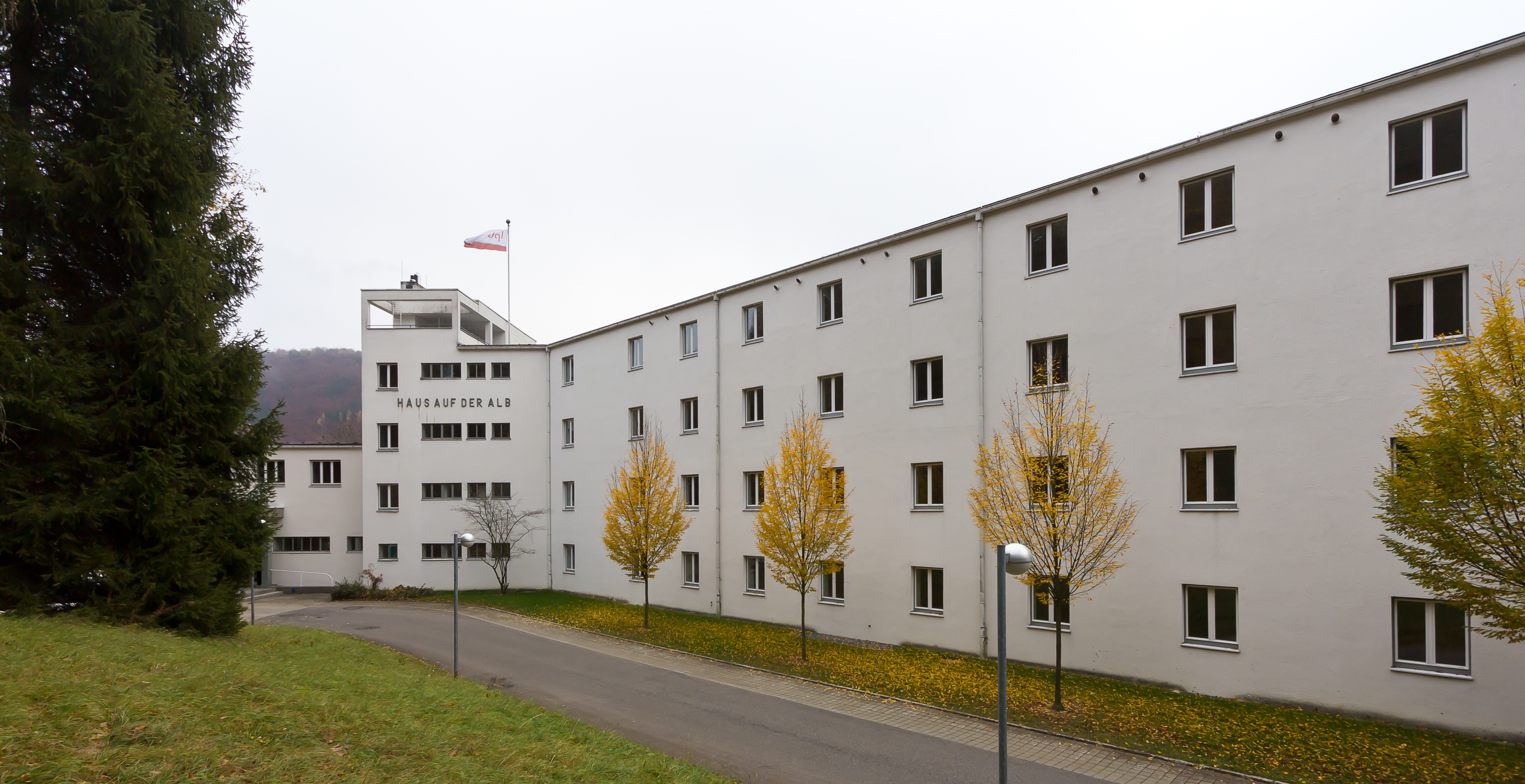
Haus auf der Alb. Vorderseite

Die Jury des Architektenwettbewerbs von 1929 hatte den Beteiligten einige Gestaltungskriterien für den Bau vorgegeben: Das Haus sollte behaglich und wohnlich, sonnig und luftig sowie sparsam und einfach sein – um damit eine möglichst anregungs- und abwechslungsreiche Erholung zu gewährleisten.
Adolf Gustaf Schneck, der schließlich den Zuschlag zum Bau des Hauses erhielt, hat daraus seine Grundgestaltung entwickelt: „Der erste Gedanke bei der Besichtigung des Bauplatzes galt den zukünftigen Bewohnern, den Männern und Frauen der Arbeit. Sie sollten sich hier wohl fühlen. Deswegen dachte ich zuerst daran, dass jedes Zimmer gleich wirken muss. Ich dachte an die schöne Umgebung, an helle und freundliche Zimmer mit großer Terrasse, um jederzeit einen freien Blick in die Wälder zu haben. Ich dachte auch daran, dass sich jeder Bewohner vom eigenen Zimmer aus in frischer Luft und in der Sonne baden kann. Die Gesellschaftsräume sollten für sich liegen, ringsum frei und weit, hinausstehend in die Landschaft. Der Wohnflügel für sich, dass die Gäste nicht vom lauten Geräusch gestört werden. Die Verbindung bildet der Wirtschaftsflügel, in dem sich die Küche und die Verwaltungsräume befinden. So war mein erster Gedanke.“
So entstand ein Gebäudekomplex, der in vier Einheiten gegliedert war: Der wichtigste Bereich des Hauses war nach Schnecks Entwurf der Gästetrakt mit 36 Doppel- und 28 Einzelzimmern, die an über 50 Meter langen Fluren untergebracht waren. Pro Stockwerk existierte nur eine Reihe von Zimmern. Das ermöglichte allen Bewohnern eine Sicht nach Süd-Osten in das Seeburger Tal.
Die Zimmer sind bis heute einfach aber zweckdienlich ausgestattet: Ursprünglich war eine Eingangszone mit Waschbecken und Wandschrank durch einen Vorhang vom Wohn- und Schlafbereich abgetrennt. Als Möblierung diente ein Bett, ein Nachttisch, ein Tisch und ein Stuhl. Die Einzelzimmer wurden komplettiert durch einen einfachen Sessel, die Doppelzimmer durch eine „Chaiselongue“. Alle Möbel im ursprünglichen Haus auf der Alb hat Schneck, dessen Arbeitsschwerpunkt vor allem im Möbeldesign lag, eigenhändig entworfen. Möbel sollten eine einfache Form haben, die wenig Material verbraucht. Sie sollten zweckmäßig konstruiert sein und ein bequemes Sitzen oder Ausruhen ermöglichen. Auch die Möbel entsprachen damit den gestalterischen Vorgaben, die die Jury für den Architektenwettbewerb gemacht hatte.
Der Gästetrakt ist von Südwesten nach Nordosten ausgerichtet – im Unterschied zu den restlichen Gebäudeteilen des Baukomplexes, die in einer Nord-Süd- und Ost-West-Achse angeordnet sind. An den Gästetrakt schließt sich im 135°-Winkel – entsprechend dem Geländeverlauf – der dreigeschossige Verwaltungsbau an. Dort waren ursprünglich Büros, die Verwalterwohnung, die Küche und Lagerräume untergebracht.
Diesem Bereich östlich vorgesetzt sind in einem flachen Bau die Gesellschaftsräume (ursprünglich Speisesaal, Foyer und Sonnenterrasse). Er ragt auf Stützen ins Gelände, bietet freie Sicht ins Tal sowie auf die gegenüberliegenden Felshänge und eine Aussicht auf das davor liegende Schwimmbad. Das offene Sockelgeschoß mit den Pfeilern wurde als Liege- und Gymnastikhalle in enger Verbindung mit dem Schwimmbecken genutzt.
Das Bad wurde 1990 beim Umbau des Hauses in ein Tagungszentrum aus wirtschaftlichen Erwägungen aufgegeben. Ursprünglich war es – insbesondere in den frühen Jahren –  eine ungewöhnliche Attraktion gewesen. Bei der Einweihung 1930 war sogar der Schwimmverein Cannstatt zu wassersportlichen Vorführungen angereist.
Verbindendes Glied zwischen Gästetrakt, Verwaltungsgebäude und den Gesellschaftsräumen ist ein Turm, in dem sich das Treppenhaus und das Turmzimmer sowie eine kleine Aussichtsplattform befindet. Das Turmzimmer, am oberen Ende des Turms über eine Wendeltreppe zu erreichen, hatte lediglich die Funktion, den Gästen den schönstmöglichen Blick ins Seeburger Tal zu weisen. Heute befindet sich im Turmzimmer eine Ausstellung zur Geschichte und Architektur des Hauses.
Jeder Gebäudeteil ist mit Fenstertypen ausgestattet, die dessen jeweilige Funktion optimal unterstützen sollten. Die Gesellschaftsräume haben nach den drei Außenseiten besonders große horizontal geteilte Glasflächen, die den Gästen möglichst viel Aussicht und eine enge Anbindung an Natur und Landschaft ermöglichen. Über verglaste Zwischenwände im Inneren dringt umfassend  Licht in alle Räume, auch in die angrenzenden Flure. Das ermöglicht immer wieder Durchblicke durch das ganze Haus.
Im Treppenturm bieten von Stockwerk zu Stockwerk quer liegende Fensterbänder ständig wechselnde Ausblicke in die Landschaft. Und im Gästetrakt verfügt jedes Gästezimmer über ein doppelflügeliges Fenster und eine angrenzende verglaste Türe, durch die man auf die Terrasse gelangt. Das Haus und dessen „heliotropes Prinzip“ entsprachen 1930 dem Ziel des Neuen Bauens, dass der Mensch sich dem Licht, der Sonne und der Luft aussetzen solle, dem Ziel der Lebensreformbewegung. Diesem Ziel diente auch die direkt nach Süden ausgerichtete Sonnenterrasse und das Freibad.
Das Haus auf der Alb wurde in den Jahren der Weltwirtschaftskrise realisiert. Sparsamkeit und Einfachheit waren deshalb nicht nur ästhetische  Gestaltungsprinzipien, sondern Ausdruck der begrenzten finanziellen Möglichkeiten der DGK. Deren Direktor Georg Goldstein wies denn auch bei der Einweihung auf diesen Umstand hin:  „(...) es gibt nicht vor, ein Schloss zu sein. Es ist, wenn Sie so wollen, ein Zweckbau. Alles in ihm ist zunächst auf das Zweckmäßige und Notwendige gestellt. Gewiss, manches hätte noch bequemer, äußerlich glanzvoller sein können. Es ist keine Kunst, üppig zu bauen und edles Material zu verwenden und aus dem Vollen zu schöpfen. Die Schwere der Aufgabe unseres Architekten lag darin, mit bescheidenen Mitteln das relativ Beste zu schaffen.“
Der Fußweg zwischen Bad Urach, wo viele Angestellte wohnten, und dem Haus auf der Alb wurde Himmelsleiter genannt.